# Shiing-Shen Chern
Shiing-Shen Chern (em chinês simplificado: 陳省身, em chinês tradicional: 陈省身, pinyin: Chén Xǐngshēn), 28 de outubro de 1911 - 3 de dezembro de 2004) foi um matemático e poeta chinês-americano. 

## Carreira
Chern trabalhou no Institute for Advanced Study (1943–45), passou cerca de uma década na University of Chicago (1949-1960) e depois mudou-se para a University of California, Berkeley, onde co-fundou a mundialmente conhecida Mathematical Sciences Instituto de Pesquisa em 1982 e foi o diretor fundador do instituto. Seu trabalho, mais notavelmente o teorema de Chern-Gauss-Bonnet, a teoria de Chern-Simons e as aulas de Chern, ainda são altamente influentes na pesquisa atual em matemática, incluindo geometria, topologia e teoria dos nós; bem como todos os ramos da física, incluindo teoria das cordas, física da matéria condensada, relatividade geral e teoria quântica de campos. De acordo com Taking the Long View: The Life of Shiing-shen Chern (2011):
[Suas] contribuições matemáticas formidáveis foram acompanhadas por uma abordagem e visão que ajudaram a construir pontes entre a China e o Ocidente.

## Pesquisa
O vencedor do Prêmio Nobel de Física (e ex-aluno) Chen Ning Yang disse que Chern está no mesmo nível de Euclides, Gauss, Riemann, Cartan. Duas das contribuições mais importantes de Chern que remodelaram os campos da geometria e topologia incluemː
- Teorema de Chern-Gauss-Bonnet, a generalização do famoso teorema de Gauss-Bonnet (100 anos antes) para variedades de dimensões superiores. Chern considera este seu maior trabalho.[3] Chern provou isso desenvolvendo sua teoria geométrica de feixes de fibras;[2]
- Aulas de Chern, a complexificação das classes de Pontryagin, que encontraram aplicações de amplo alcance na física moderna, especialmente na teoria das cordas, teoria quântica de campos, física da matéria condensada, em coisas como o monopolo magnético. Sua ideia principal era que se deveria fazer geometria e topologia no caso complexo.[2]

Em 2007, o discípulo de Chern e diretor do IAS, Phillip Griffiths, editou Inspirado por SS Chern: Um Volume Memorial em Honra a Um Grande Matemático (World Scientific Press). Griffiths escreveu:
“Mais do que qualquer outro matemático, Shiing-Shen Chern definiu o assunto da geometria diferencial global, uma área central da matemática contemporânea. Em um trabalho que durou quase sete décadas, ele ajudou a moldar grandes áreas da matemática moderna ... Acho que ele, mais do que ninguém, foi o fundador de uma das áreas centrais da matemática moderna.”
Seu trabalho se estendeu por todos os campos clássicos da geometria diferencial, bem como os mais modernos, incluindo relatividade geral, teoria dos invariantes, classes características, teoria da cooomologia, teoria de Morse, feixes de fibras, teoria de Sheaf, teoria de formas diferenciais de Cartan, etc. Seu trabalho incluiu áreas atualmente na moda, perenes, fundamentais e nascentes:
- Teoria de Chern-Simons decorrente de um artigo de 1974 escrito em conjunto com Jim Simons; e também a teoria de calibre, forma de Chern-Simons, teoria de campo de Chern-Simons. A teoria CS agora tem grande importância na teoria dos nós, na teoria moderna das cordas e na pesquisa em física da matéria condensada, incluindo fases topológicas da matéria e teoria quântica de campos topológica;
- Teoria de Chern-Weil ligando invariantes de curvatura a classes características de 1944;
- teoria de classes para variedades Hermitianas;
- Teoria de Chern-Bott, incluindo o teorema de Chern-Bott, um resultado famoso em geometrizações complexas de funções de distribuição de valor complexas;
- teoria da distribuição de valor de funções holomórficas;[5][6]
- Teoria de Chern-Lashof sobre imersões rígidas , compilada em uma monografia de mais de 30 anos com Richard Lashof em Chicago;[7]
- Teorema de Chern-Lashof: uma prova foi anunciada em 1989 por Sharpe;[8]
- geometria diferencial projetiva;
- teias;
- geometria integral, incluindo o 'teorema móvel' (運動 定理), em colaboração com Yan Zhida;
- superfícies mínimas, subvariedades mínimas e mapeamentos harmônicos;
- Sistemas diferenciais externos e equações diferenciais parciais.

Ele foi um seguidor de Élie Cartan, trabalhando na 'teoria da equivalência' em seu tempo na China de 1937 a 1943, em relativo isolamento. Em 1954, ele publicou seu próprio tratamento do problema do pseudogrupo que, na verdade, é a pedra de toque da teoria geométrica de Cartan. Ele usou o método da moldura móvel com sucesso apenas igualado por seu inventor; ele preferia na teoria da variedade complexa ficar com a geometria, em vez de seguir a teoria do potencial. Na verdade, um de seus livros é intitulado "Complexos Manifolds without Potential Theory".

### Formulários diferenciais
Junto com Cartan, Chern é um dos matemáticos conhecidos por popularizar o uso de formas diferenciais em matemática e física. Em sua biografia, Richard Palais e Chuu-Lian Terng escreveramː 
... gostaríamos de apontar um tema unificador que permeia tudo isso: seu domínio absoluto das técnicas das formas diferenciais e sua aplicação engenhosa dessas técnicas na resolução de problemas geométricos. Este foi um manto mágico, passado a ele por sua grande professora, Élie Cartan. Isso lhe permitiu explorar em profundidade um novo território matemático onde outros não podiam entrar. O que torna as formas diferenciais uma ferramenta ideal para estudar propriedades geométricas locais e globais ( e para relacioná-las entre si ) são seus dois aspectos complementares. Admitem, por um lado, a operação local de diferenciação exterior e, por outro, a operação global de integração sobre cochains, e estas se relacionam pelo Teorema de Stokes .
Enquanto estava no IAS, havia dois métodos concorrentes de geometria: o cálculo tensorial e as formas diferenciais mais recentes. Chern escreveuː
Normalmente gosto de dizer que os campos vetoriais são como um homem e as formas diferenciais são como uma mulher. A sociedade deve ter dois sexos. Se você tiver apenas um, não é o suficiente.
Nos últimos anos de sua vida, ele defendeu o estudo da geometria Finsler, escrevendo diversos livros e artigos sobre o assunto. Sua pesquisa sobre a geometria de Finsler continua com Tian Gang, Paul C. Yang e Sun-Yung Alice Chang da Universidade de Princeton.
Ele era conhecido por unificar métodos geométricos e topológicos para provar novos resultados impressionantes.

## Publicações
- Shiing Shen Chern, Topics in Differential Geometry, The Institute for Advanced Study, Princeton 1951
- Shiing Shen Chern, Differential Manifolds, University of Chicago 1953
- Shiing Shen Chern, Complex Manifolds, University of Chicago, 1956
- Shiing Shen Chern: Complex manifolds Without Potential Theory, Springer-Verlag, Nova York 1979
- Shiing Shen Chern, Minimal Submanifolds in a Riemannian Manifold, University of Kansas 1968
- Bao, David Dai-Wai; Chern, Shiing-Shen; Shen, Zhongmin, Editors, Finsler Geometry American Mathematical Society 1996
- Shiing-Shen Chern, Zhongmin Shen, Riemann Finsler Geometry, World Scientific 2005
- Shiing Shen Chern, Selected Papers, Vol I-IV, Springer
- Shiing-Shen Chern, A Simple Intrinsic Proof of the Gauss-Bonnet Formula for Closed Riemannian Manifolds, Annals of Mathematics, 1944
- Shiing-Shen Chern, Characteristic Classes of Hermitian Manifolds, Annals of Mathematics, 1946
- Shiing Shen Chern, Geometrical Interpretation of the sinh-Gordon Equation[10]
- Shiing Shen Chern, Geometry of a Quadratic Differential Form, Journal of the Society for Industrial and Applied Mathematics 1962
- Shiing Shen Chern, On the Euclidean Connections in a Finsler Space, Proceedings of the National Academy of Sciences 1943
- Shiing Shen Chern, General Relativity and differential geometry
- Shiing Shen Chern, Geometry and physics
- Shiing Shen Chern, Web geometry
- Shiing Shen Chern, Deformation of surfaces preserving principle curvatures
- Shiing Shen Chern, Differential Geometry and Integral Geometry
- Shiing Shen Chern, Geometry of G-structures
- 《陈省身文集》 [Shiing-Shen Chern bibliography]. [S.l.]: East China Normal University Press
- Chern, Shiing-Shen.  陈维桓著 《微分几何讲义》. [S.l.: s.n.]
- Shiing-Shen Chern, Wei-Huan Chen, K. S. Lam, Lectures on Differential Geometry, World Scientific, 1999
- David Dai-Wai Bao, Shiing-Shen Chern, Zhongmin Shen, An Introduction to Riemann-Finsler Geometry, GTM 200, 2000
- David Bao, Robert L. Bryant, Shiing-Shen Chern, Zhongmin Shen, Editors, A Sampler of Riemann-Finsler Geometry, MSRI Publications 50, Cambridge University Press 2004